# Helmut Ofner

Helmut Ofner 2017

Helmut Ofner (* 29. April 1961 in Wien) ist ein österreichischer Rechtswissenschafter. Er ist Universitätsprofessor der Rechtswissenschaftlichen Fakultät der Universität Wien und Vorstand des Instituts für Europarecht, Internationales Recht und Rechtsvergleichung.

## Biografie
Ofner besuchte in Wien die Schule und maturierte 1979 am Bundesrealgymnasium Wien XVIII – Schopenhauer Gymnasium. Er studierte Rechtswissenschaften an der Universität Wien (Dr. iur. 1983). 1984/85 absolvierte er ein postgraduales Masterstudium an der Universität Trier (LL.M 1985). 1998 habilitierte er sich für die Fächer Zivilrecht, Internationales Privatrecht und Rechtsvergleichung mit einer rechtsvergleichenden Arbeit zur Vermögensaufteilung bei Scheidung.
Von 1998 bis 2005 war Ofner als außerordentlicher Professor am Institut für Rechtsvergleichung der Universität Wien tätig. Von 1999 bis 2003 hatte er die Funktion des stellvertretenden Vorsitzenden des Fakultätskollegiums inne. 2005 wurde er zum Universitätsprofessor für Zivilrecht, Internationales Privatrecht und Rechtsvergleichung an der Rechtswissenschaftlichen Fakultät der Universität Wien bestellt.
Für die Rechtswissenschaftliche Fakultät der Universität Wien ist Ofner seit 2006 als Vizestudienprogrammleiter für das Diplom- und das Doktoratsstudium und seit 2021 für das IREWI-Studium tätig. Weiters ist er seit 2008 Vorstand des Instituts für Europarecht, Internationales Recht und Rechtsvergleichung der Rechtswissenschaftlichen Fakultät der Universität Wien. Seit 2006 ist er stellvertretender Vorsitzender der Schiedskommission der Universität Wien.
Ofner führt seit 1998 ein ERASMUS+-Programm, das derzeit 34 ausländische Universitäten umfasst und 108 Austauschplätze bietet. Zu den Partneruniversitäten zählen unter anderem: University of Edinburgh, King’s College London, Paris I – Panthéon-Sorbonne, Universität Utrecht. Von 2017 bis 2019 leitete er zudem ein ERASMUS Int Programm mit der National University of Seoul.
Seit 2016 ist Ofner Leiter des von ihm gegründeten postgradualen Masterstudiums für Wohn- und Immobilienrecht der Universität Wien, das als LL.M.-Programm für Absolventen und Absolventinnen der Rechtswissenschaften und für Absolventen und Absolventinnen wirtschaftlicher oder technischer Studienrichtungen, angeboten wird. Die im Universitätslehrgang zu vermittelnden Inhalte reichen vom Miet- und Wohnungseigentumsrecht, über das Makler-, Bau- und Nachbarrecht bis hin zum Steuer- und Gebührenrecht. Ergänzend dazu sind auch betriebswirtschaftliche Rahmenbedingungen sowie die Regeln der Immobilienbewertung Gegenstand des Lehrganges. Im Rahmen dieses Lehrganges besteht seit 2019 eine Kooperation mit der University of Miami.
Weiters leitet Ofner seit 2022 das von ihm gegründete postgraduale Masterstudium für Tourismus und Recht der Universität Wien, das als LL.M.-Programm für Absolventen und Absolventinnen der Rechtswissenschaften und für Absolventen und Absolventinnen wirtschaftlicher oder technischer Studienrichtungen, angeboten wird. Die Bandbreite der im Universitätslehrgang vermittelten Inhalte reicht vom Hotel- und Gastwirterecht, über das Reise- und Luftverkehrsrecht bis hin zum Steuer- und Gebührenrecht. Ergänzend sind auch betriebswirtschaftliche Rahmenbedingungen sowie Tourismusmarketing Gegenstand des Lehrgangs.
Zudem ist Ofner seit 2008 Chefredakteur der Zeitschrift für Europarecht, Internationales Privatrecht und Rechtsvergleichung (ZfRV) des Manz Verlages. Die ZfRV wurde von Fritz Schwind begründet und ist eine wissenschaftliche Zeitschrift im Bereich der Rechtsvergleichung, des IPR/IZVR und des Europarechts. Weiters ist Ofner seit 2017 Mitglied des editorial board´s der Elgar Land and Housing Law and Policy series und seit 2020 Mitglied des Beirats der Österreichischen Notariatszeitung. Seit 2014 veranstaltet Ofner den Wiener Immobilien- und Mietrechtstag (WIMT).
Ofner ist seit 2010 ständiger Kolumnist der Zeitschriften der CliniCum-Reihe des Medizin Austria Verlages. Zudem ist er wiederholt als Konsulent, Vortragender und Gutachter tätig. Seit 2010 ist er auch Mitglied im Beratenden Gremium zur Klärung offener Provenienzfragen in der Leopold Museum Privatstiftung („Michalek-Kommission“). 2014 bildete er gemeinsam mit Clemens Jabloner und Franz Stefan Meissel das „Rechtsexpertenteam der Klimt/Wien 1900-Foundation“, dessen Empfehlung zur privaten Restitution des Klimtporträts Gertrude Löws führte. Seit 2022 ist Ofner Mitglied im Wissenschaftlichen Beirat des Instituts für Ethik und Recht in der Medizin (IERM) der Universität Wien. Weiters ist Ofner seit 1. Oktober 2020 als Vertreter der Universitätenkonferenz Aufsichtsratsmitglied einer Wohnraumverwaltungsgesellschaft.

## Publikationen (Auswahl)
- Der Veräußerungstatbestand des § 12 Abs. 3 MRG im Spiegel der Rechtsprechung, WoBl 1989, 8, 37.
- Voraussetzungen für das Vorliegen schlüssiger Rechtswahl und Geltungsannahme gemäß § 35 IPRG, ZfRV 1995, 148.
- § 46a MRG und der für die Berechnung maßgebende Zeitpunkt, ÖJZ 1997, 925.
- Neuregelung des Internationalen Vertragsrechts, RdW 1999, 2.
- Widerruf einer Privatstiftung durch den Sachwalter des Stifters, NZ 2001, 270.
- E-Commerce – neueste Normen für das Internationale Privatrecht in Informatik 2001, Wirtschaft und Wissenschaft in der Network Economy – Visionen und Wirklichkeit II, 994–1002 (gemeinsam mit Univ.-Ass. Dr. Thomas Menzel).
- Gewinnung und Verwertung menschlicher Körpersubstanzen aus operativen Eingriffen in Kopetzki/Mayer, Biotechnologie und Recht (2002) 185–199.
- Personal and Institutional Liability in Normal Tissue Reactions in Radiotherapy and Oncology (2002) 43–49 (gemeinsam mit Ass.-Prof. Dr. Alexandra Resch-Holeczke).
- Arzthaftung und ärztliche Aufklärungspflicht in der Gynäkologie, Speculum 2005, 8–11.
- Gesetzliche Vertretung für psychisch Kranke und geistig Behinderte im internationalen Vergleich – eine Modellanalyse, ÖJZ 2005, 775–785.
- Die Rom II Verordnung, Neues Internationales Privatrecht für außervertragliche Schuldverhältnisse in der Europäischen Union, ZfRV 2008, 13–28.
- Gewinnabschöpfung und funktional ähnliche Instrumente in Reiffenstein/Pirker-Hörmann, Defizite kollektiver Rechtsdurchsetzung (2009) 59–92.
- Können technische Mängel außergewöhnliche Umstände gem. Art 5 Abs. 3 der VO 261/2004 bilden in FS für Manfred Straube (2009) 533–555.
- Ehegüterrechtlicher Ausgleich bei Tod eines Ehegatten? in FS 200 Jahre ABGB (2011) 513 –528.
- Bewertung von Autowracks im Rahmen der Schadensberechnung – ein Überblick in FS für Josef Aicher (2012) 515 –531.
- Wann ist eine ärztliche Aufklärung rechtzeitig? In FS für Attila Fenyves (2013) 271 –281.
- Festschrift 50 Jahre ZfRV, Verlag Manz (2013), Hrsg. (gemeinsam mit Fritz Schwind, Hans Hoyer).
- Das Schutzrecht der Verbraucher gegen unlautere Geschäftspraktiken in Müller-Graff (Hrsg.), Enzyklopädie Europarecht IV, Europäisches Wirtschaftsordnungsrecht (2015) 815–860.
- Mietrecht und die COVID-19-Pandemie in Österreich, ZfRV 2020, 107–113.
- Grundbegriffe der Rechtswissenschaften (gemeinsam mit Franz-Stefan Meissel, Bettina Perthold-Stoitzner, Michaela Windisch-Graetz), Manz Verlag (1. Auflage 2010, 4. Auflage 2020).
- Schwimann, ABGB Taschenkommentar, LexisNexis Verlag (1. Auflage 2010, 5. Auflage 2020): §§ 1346–1362 ABGB (Bürgschaft).
- Gesamtkommentar (GeKo) Wohnrecht II (2019) §§ 1, 2, 4, 7–9, 37–42, 47, 49 WEG.
- Schwimann, ABGB Praxiskommentar IV, LexisNexis Verlag (3. Auflage 2006, 4. Auflage 2014, 5. Auflage 2021): §§ 922–933b ABGB (Gewährleistung).
- Achtung Falle! Die Einbeziehung eines baulichen Altbestandes kann bei Neubauprojekten zu einer empfindlichen Minderung des Ertragswerts führen, der Plan 53, Juni 2021, 12
- Austrian Law in Schmid, Ways out of the European Housing Crisis, Elgar (2022) 219-238.
- Country Report for Austria in Vandromme/Carette/Vermeir, Student Housing in Europe, Eleven (2022) 25-39.
- Internationales Privatrecht bei Straßenverkehrsunfällen unter besonderer Berücksichtigung des Haager Straßenverkehrsabkommens in Fucik/Hartl/Schlosser, Handbuch des Verkehrsunfalls VI (1. Auflage 2005, 3. Auflage 2022) 649-680.